# Lorius garrulus
Il lori garrulo (Lorius garrulus) è un uccello della famiglia degli Psittaculidi, endemico dell'Indonesia.